# Nemoura mawlangi
Nemoura mawlangi är en bäcksländeart som beskrevs av Aubert 1967. Nemoura mawlangi ingår i släktet Nemoura och familjen kryssbäcksländor. Inga underarter finns listade i Catalogue of Life.